# Sebastian (Osokin)
Sebastian, imię świeckie Aleksandr Walentinowicz Osokin (ur. 23 listopada 1961 w Permie) – rosyjski biskup prawosławny.

## Życiorys
W 1979 rozpoczął studia w Instytucie Politechnicznym w Permie, które od 1981 kontynuował we Włodzimierzu. W 1984 ukończył tam studia, uzyskując specjalność budownictwo cywilne i przemysłowe. Następnie przez rok odbywał zasadniczą służbę wojskową.
26 marca 1989 biskup ałmacki i kazachstański Euzebiusz wyświęcił go na diakona z zachowaniem celibatu. 7 kwietnia 1989 ten sam duchowny udzielił mu święceń kapłańskich i skierowany do pracy duszpasterskiej w cerkwi św. Michała Archanioła w Kokczetawie. W listopadzie tego samego roku został przeniesiony do soboru św. Michała Archanioła w Karagandzie. 1 lutego 1991 przeniesiony do pracy w soborze św. Mikołaja w Ałmaty, zaś w 1993 został proboszczem parafii Narodzenia Pańskiego w Akbułaku.
W latach 1995–1997 uczył się w szkole duchownej w Ałmaty; w latach 1998–2003 w trybie zaocznym ukończył moskiewskie seminarium duchowne. W 2009 uzyskał dyplom Moskiewskiej Akademii Duchownej.
24 grudnia 2010 został nominowany na biskupa karagandyjskiego i szachtyńskiego. W związku z tym 4 stycznia 2011 złożył wieczyste śluby mnisze przed metropolitą astańskim i kazachstańskim Aleksandrem, przyjmując imię mnisze Sebastian na cześć św. Sebastiana Karagandyjskiego. 6 stycznia 2011 został archimandrytą. 20 lutego 2011 w soborze Chrystusa Zbawiciela w Moskwie miała miejsce jego chirotonia biskupia. Wzięli w niej udział patriarcha moskiewski i całej Rusi Cyryl, metropolici kruticki i kołomieński Juwenaliusz, sarański i mordowski Warsonofiusz, astański i kazachstański Aleksander, arcybiskupi uralski i guriewski Antoni, istriński Arseniusz, szymkencki i akmoliński Eleuteriusz, riazański i kasimowski Paweł oraz biskupi kustanajski i pietropawłowski Anatol, sołnecznogorski Sergiusz, kaskeleński Gennadiusz, pawłodarski i ust-kamienogorski Barnaba.